# Minecraft Multiplayer Fun
„Minecraft Multiplayer Fun“ je YouTube video z roku 2010, které je známé jako nejstarší veřejně dostupné video na kanálu PewDiePie. Majitel kanálu, Felix Kjellberg, jej zveřejnil 2. října 2010. Kjellberg a jeho přítel Xebaz ve videu hrají sandboxovou videohru Minecraft. K dubnu 2025 mělo toto video přes 22 milionů zhlédnutí.

## Pozadí a vydání

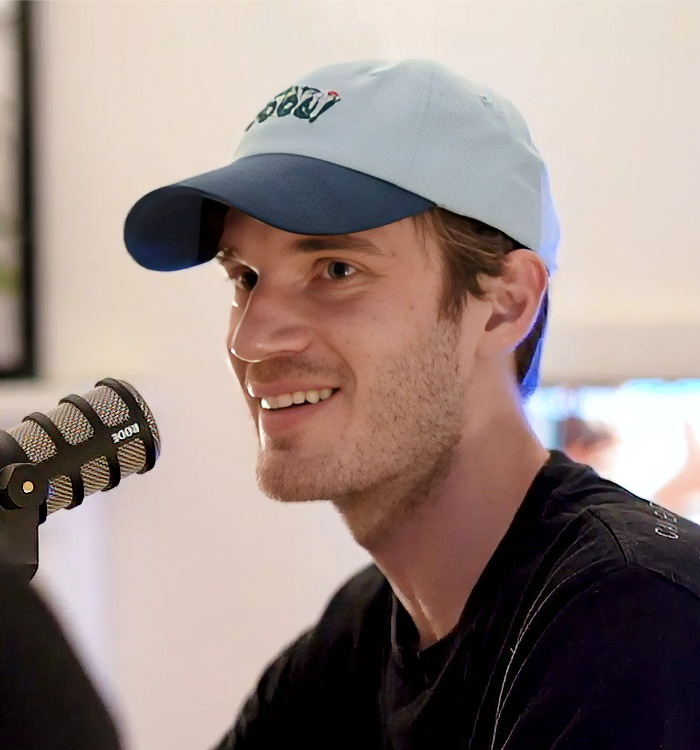
Felix Kjellberg (na fotografii z roku 2019) zveřejnil video v roce 2010.

Kjellberg založil svůj YouTube účet PewDiePie 29. dubna 2010 poté, co zapomněl heslo ke svému původnímu účtu. Kjellbergovo první YouTube video bylo jiné video z Minecraftu, které však smazal a už k němu nemá přístup. Navzdory tomu je „Minecraft Multiplayer Fun“ různými médii označováno jako jeho první video. Kjellberg řekl, že jeho tehdejší komentář byl „nesmělý“ a uvedl: „Bylo pro mě tak zvláštní sedět sám v pokoji a mluvit do mikrofonu. Tehdy to bylo něco nevídaného. Nikdo to vlastně nedělal.“
„Minecraft Multiplayer Fun“ je nejstarším veřejně dostupným videem na kanálu PewDiePie. Toto video bylo zveřejněno 2. října 2010 v době, kdy byl Minecraft ještě v alfa verzi. V popisku videa stojí: „Můj přítel mi chtěl něco ukázat uvnitř budovy, ale v jeho vozíku se nějak spawnul zombík.“ Video skutečně zachycuje „to, co znělo jako mladý muž, který se upřímně směje uvězněnému zombíkovi.“ Kjellberg a Xebaz ve videu vedou převážně švédský komentář mimo záběr s občasnými anglickými nadávkami. To kontrastuje s angličtinou, kterou Kjellberg později ve svých videích začal převážně používat.

## Přijetí a ohlas
„Minecraft Multiplayer Fun“ mělo k dubnu 2025 přes 22 milionů zhlédnutí. Business Insider video označil jako jeden z faktorů, které z Kjellberga udělaly „obrovskou hvězdu YouTube“, a Observer jej zařadil mezi „10 nejvýznamnějších videí v historii YouTube“.
Přestože je Minecraft významný mezi fanoušky Let's Play videí, které Kjellberg pomohl zpopularizovat, v době rané popularity Minecraftu Kjellberg žádná playthrough videa této hry nenahrával. V jednom ze svých videí vysvětlil: „Měl jsem pocit, že to lidé hráli jen kvůli popularitě, ne proto, že by je to skutečně bavilo.“ V roce 2019 však Kjellberg začal na svém kanále pravidelně zveřejňovat gameplay videa z Minecraftu. Polygon napsal, že se k hře vrátil částečně proto, že „cítí, že je dostatečně flexibilní na to, aby hra nedefinovala celý jeho kanál“. The Verge citoval stratega obsahu, podle nějž byl Kjellberg nejvýznamnějším tvůrcem spojeným s klíčovým slovem Minecraft.
V připnutém komentáři, ve kterém reagoval na dotazy ohledně Xebaze, Kjellberg uvedl: „Smutná realita je, že někdy přátelství nevydrží navždy – neznamená to, že je to něčí chyba nebo že se něco stalo. Xebaz byl v té době skvělý přítel, jeden z mála, kdo rozuměl mým snům o YouTube a podporoval je na 1000%.“